# Кітамура Ері
Ері Кітамура (яп. 喜多村英梨, Кітамура Ері, нар. 16 серпня 1987) — японська акторка озвучування (сейю), народилась в Токіо. Свою першу роль озвучила в 16 років. Крім багатьох ролей в аніме, озвучувала персонажів відеоігор Ar tonelico III, Atelier Rorona: Alchemist of Arland, Chaos; Head, Dengeki Gakuen RPG: Cross of Venus, Hyperdimension Neptunia (PS3), Misshitsu no Sacrifice, Rewrite, Rune Factory 3, Shinkyoku Soukai Polyphonica, Super Street Fighter IV, Tales of Phantasia: Narikiri Dungeon X та інших. Також є Вокалоїд CUL (Кару), зроблений на основі її голосу.

## Ролі в аніме
- Angel Beats! — Юі
- Bakemonogatari — Арарагі Карен
- Black Rock Shooter — Кагарі Ідзухіра
- Blood+ — Сайя Отонасі
- Blue Exorcist — Ідзумо Камікі
- Campione! — Ліліана Кранчар
- Chaos; Head — Рімі Сакіхата
- Dance in the Vampire Bund — Неллі
- Durarara!! — Майра Оріхара
- Fairy Tail — Кана Альберона
- Freezing — Ганесса Роланд
- Fresh Pretty Cure! — Мікі Аоно
- Ga-rei -Zero- — Нацукі Касуга
- Highschool of the Dead — Такагі Сая
- Hyperdimension Neptunia: The Animation — Юні
- Idolmaster: Xenoglossia — Макото Кікуті
- Ikki Tousen — Какоуен Мьосай
- Kanamemo — Хіната Адзума
- Kodomo no Jikan — Рін Коконое
- Koharu Biyori — Юі
- Kurokami — Какума
- Kyoran Kazoku Nikki — Акеру Нісікура
- Last Exile — Тетяна Вісла
- Le Chevalier D'Eon — Анна Рошфор
- Mayo Chiki! — Канаде Судзуцукі
- Mermaid Melody Pichi Pichi Pitch Pure — Сейра
- Minami-ke — Юка Ітіда
- My-Otome 0 ~ S.ifr ~ — Ермана Сіон
- NEEDLESS — Єва
- Nurarihyon no Mago — Ріку Нура (в дитинстві)
- Oniichan no Koto Nanka Zenzen Suki Janain Dakara ne!! — Нао Таканасі
- Papa no Iukoto o Kikinasai! — Міу Таканасі
- Potemayo — Сунао Моріяма
- Puella Magi Madoka Magica — Саяка Мікі
- Seto no Hanayome — Акено Сірануі
- So Ra No Wo To — Куреха Сімоноя
- Sora Kake Girl — Лілі
- Taishou Baseball Girls — Сідзука Цукубае
- Touka Gettan — Макото Інукаі
- Toradora! — Амі Кавасіма
- Umineko no Naku Koro ni — Siesta 410
- Vampire Knight — Ріма Тоя
- Vampire Knight Guilty — Ріма Тоя
- Working!! — Ятійо Тодорокі
- Yumeiro Patissiere — Марі Теннодзі
- My Hero Academia — Міна Асіда